# Knobbelzwijn
Het knobbelzwijn (Phacochoerus africanus) is een algemeen zwijn uit de familie der varkens (Suidae). Het wordt soms ook wrattenzwijn genoemd, maar deze naam wordt ook gebruikt voor een groep Aziatische zwijnen van het geslacht Sus. Tegenwoordig worden er meestal twee soorten knobbelzwijnen onderscheiden, Phacochoerus africanus, het gewone knobbelzwijn, en Phacochoerus aethiopicus, het woestijnknobbelzwijn uit Ethiopië en Somalië.

## Verspreiding en gedrag

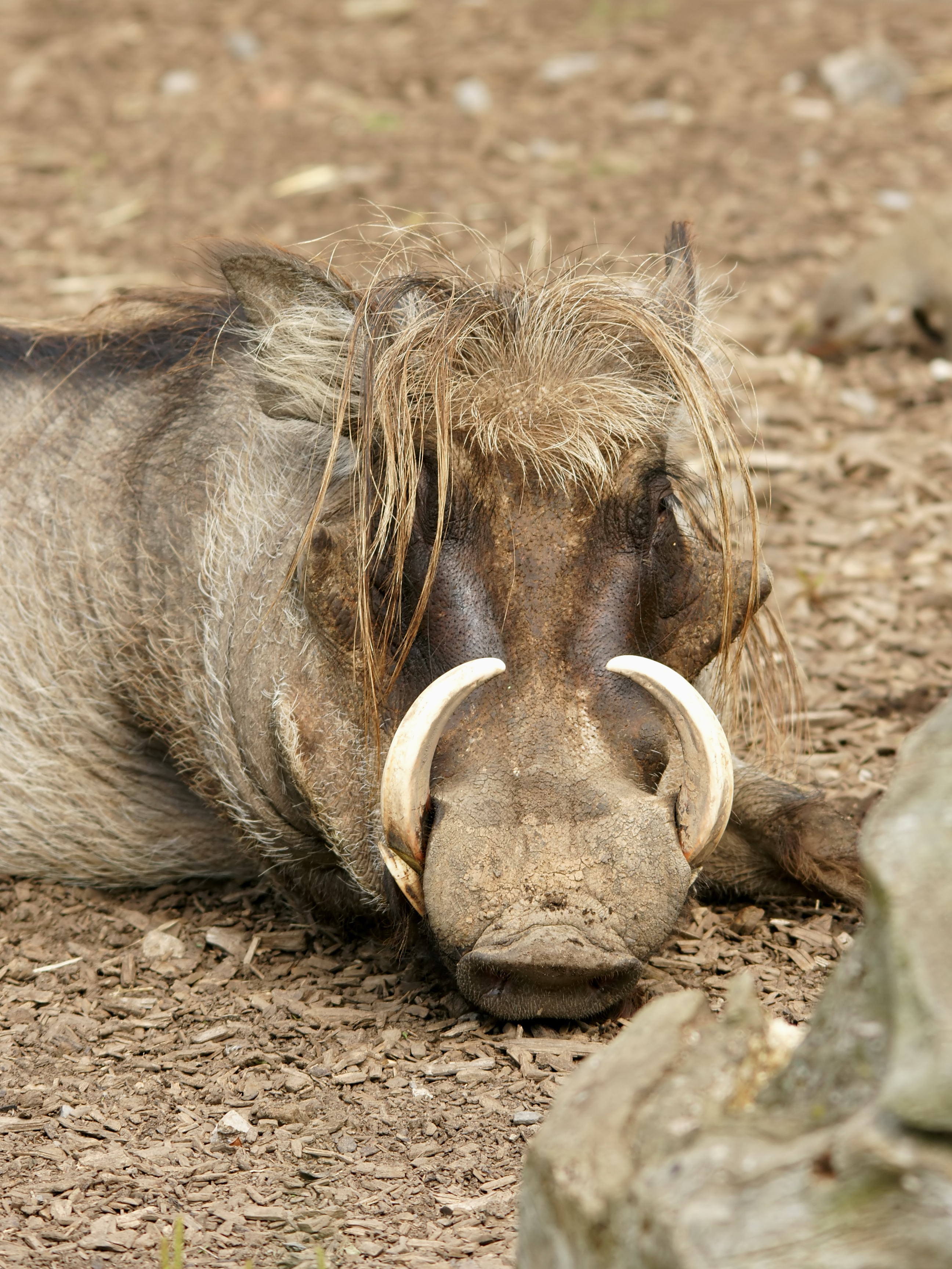
portret

Het knobbelzwijn is een dagdier. Het leeft op de savannen van Afrika ten zuiden van de Sahara. Het heeft een voorkeur voor uiterwaarden en licht bebost landschap. Om aan de hitte, droogte en roofdieren te ontsnappen, schuilt het knobbelzwijn in holen, voornamelijk verlaten en uitvergrote aardvarkenholen, maar ook zelfgegraven en natuurlijke holen worden gebruikt, evenals holen van stekelvarkens en verlaten termietenheuvels. Hele families slapen in deze holen.
Het knobbelzwijn eet vooral gras, maar ook bast, bladeren, wortelen, vruchten, aas, insecten en larven, en zelfs uitwerpselen. Ook eet het aarde, voor de mineralen. In het droge seizoen eet het vooral knollen en wortelstokken, in het regenseizoen vooral kort gras. Het blijft meestal nabij water, maar kan voor langere tijd zonder water, aangezien zijn voedsel rijk aan vocht is. Om te eten laat het zich door zijn voorpoten zakken.
Als het knobbelzwijn rent, houdt het zijn staart recht omhoog. Zijn belangrijkste vijand is de leeuw.

## Sociaal gedrag en voortplanting
Het knobbelzwijn is een sociale soort. Meestal bestaat een groep uit een vrouwtje en haar vrouwelijke nakomelingen. Als groepen zich samenvoegen, zijn dat meestal ook nauwe verwanten, zoals zussen of moeders en dochters. Meestal leven verwante familiegroepjes dicht bij elkaar in een gebied van vier km². Holen binnen dit gebied worden gedeeld door de groepen, maar er wordt nooit meer dan één groep per hol aangetroffen.
Mannetjes blijven net zo lang bij de moeder totdat deze ze wegjaagt. Tot hun vierde jaar, wanneer de mannetjes volwassen worden, leven ze vaak met andere mannetjes in losse groepjes. Volwassen mannetjes leven solitair.
Als een mannetje een vrouwtje in oestrus ontdekt, achtervolgt hij haar, waarbij hij speeksel afscheidt en knorrende geluiden maakt. Als het vrouwtje wil paren, gaat ze steeds langzamer rennen, totdat ze stilstaat. Meestal krijgt een knobbelzwijn twee tot drie jongen per worp, maar dit aantal kan tot acht oplopen. Na een draagtijd van 160 tot 170 dagen worden de jongen geboren in een ondergronds hol dat met gras is bekleed. Na drie weken eten de jongen voor het eerst gras en na twee tot zes maanden worden ze gespeend. Ze kunnen achttien jaar oud worden.

## Beschrijving

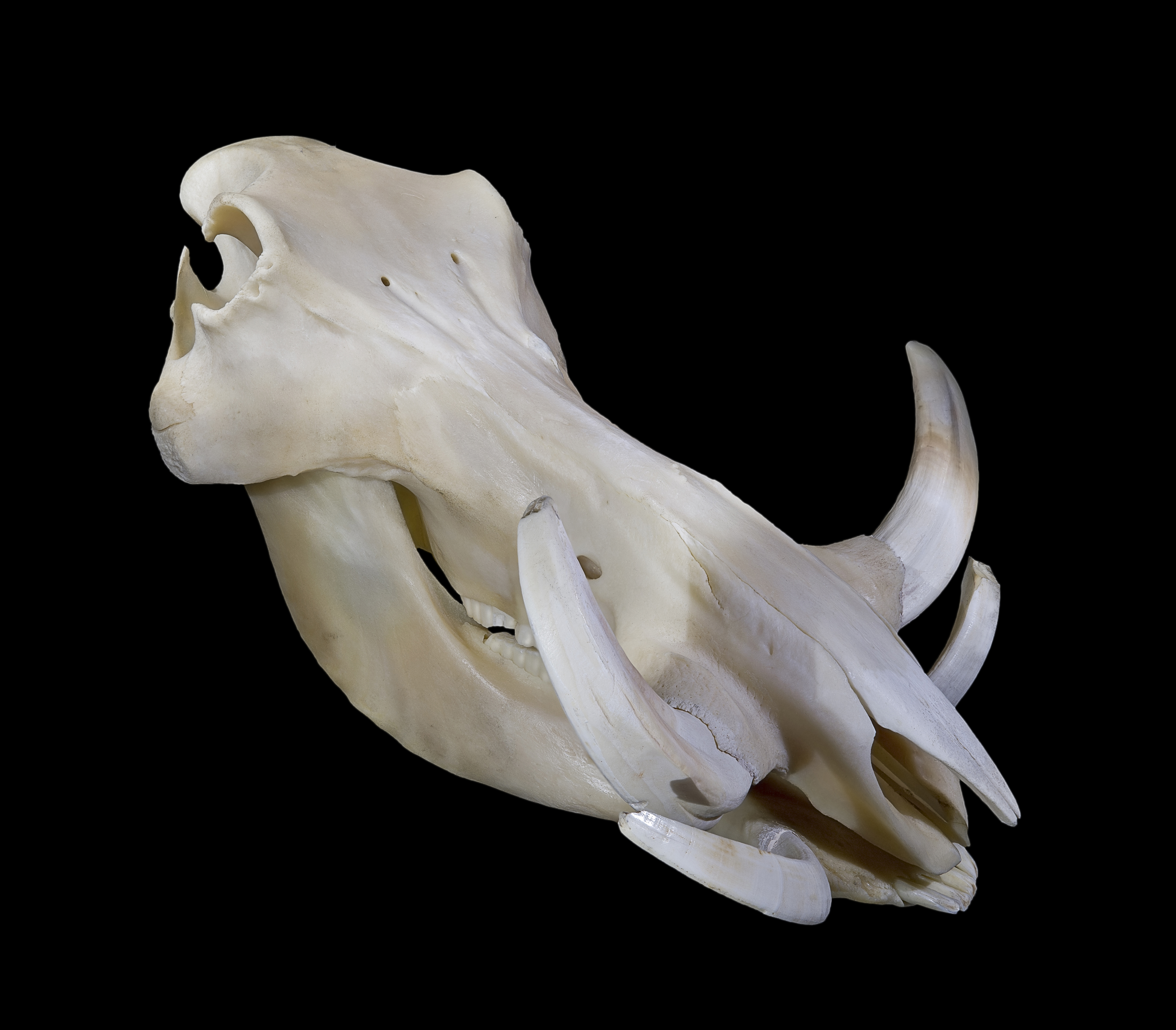
schedel

Het knobbelzwijn heeft een lang plat gezicht en staat hoog op de poten. Het knobbelzwijn is te herkennen aan de slagtanden die aan de zijkanten van de bek uitsteken. De vorm van de slagtanden verschilt per dier. Zijn naam dankt het aan de knobbels onder zijn ogen en op zijn snuit, die uit verdikte huid bestaan. De huid is, op wat borstelharen en wimpers na, nagenoeg kaal en grijs van kleur. Over de rug lopen donkere manen, die op de nek en schouders het langst zijn, en op de onderkaak lopen vaal witte borstelharen. Het knobbelzwijn heeft een lang, dun staartje met een kwastje aan de staartpunt. Het heeft een korte hals. 
Het knobbelzwijn wordt 90 tot 152 centimeter lang en 45 tot 150 kilogram zwaar. De schouderhoogte is 55 tot 85 centimeter en de staart is 35 tot 50 centimeter lang. Vrouwtjes zijn lichter dan mannetjes, ongeveer 45 tot 75 kilogram, terwijl mannetjes ongeveer 60 tot 150 kilogram wegen.

## Ondersoorten
Er worden vier tot zes ondersoorten onderscheiden:
- Phacochoerus africanus africanus, op de noordelijke savannen, van Senegal tot Ethiopië
- Phacochoerus africanus aeliani, in Eritrea, bedreigd
- Phacochoerus africanus massaicus, in Oost- en Midden-Afrika
- Phacochoerus africanus sundevallii, in Zuidwest- tot Zuidoost-Afrika